# Halme acantha
Halme acantha är en skalbaggsart som beskrevs av Holzschuh 2003. Halme acantha ingår i släktet Halme och familjen långhorningar. Inga underarter finns listade i Catalogue of Life.